# Campionato mondiale cadetti di scherma 2011
Il Campionato mondiale cadetti di scherma del 2011 ("2011 World Cadets Fencing Championships") è stato organizzato dalla Federazione internazionale della scherma e si è svolto a Mar Morto in Giordania dal 26 marzo al 6 aprile.
Nel fioretto, si sono aggiudicati i titoli del campionato mondiale lo statunitense Alexander Massialas, che ha battuto in finale il tedesco Georg Dörr, e l'italiana Camilla Mancini che ha avuto la meglio sulla statunitense Lee Kiefer.
Nella spada l'italiano Lorenzo Buzzi ha battuto in finale il tedesco Tim Kuchalski, ottenendo il titolo mondiale cadetti maschile, mentre tra le donne la cinese Sheng Lin ha superato la russa Alena Komarova.
Nella sciabola il coreano Hojin Chung prevale sull'italiano Luca Curatoli, mentre la russa Viktoria Kuybark ha battuto l'italiana Chiara Mormile.

## Podi

### Uomini
| Specialità  | Oro                 | Argento       | Bronzo                                 |
| Individuali |                     |               |                                        |
| Fioretto    | Alexander Massialas | Georg Dörr    | Alexander Choupenitch Ilya Degtyarev   |
| Spada       | Lorenzo Buzzi       | Tim Kuchalski | Daniel Berta Gabriele Cimini           |
| Sciabola    | Hojin Chung         | Luca Curatoli | Leonardo Affede Mikheil Mardaleishvili |

### Donne
| Specialità  | Oro              | Argento        | Bronzo                               |
| Individuali |                  |                |                                      |
| Fioretto    | Camilla Mancini  | Lee Kiefer     | Evgenia Nebieridze Martina Sinigalia |
| Spada       | Sheng Lin        | Alena Komarova | Yulia Lichagina Alberta Santuccio    |
| Sciabola    | Viktoria Kuybark | Chiara Mormile | Valeriya Bolshakova Stavroula Dimkou |

## Medagliere
| Pos.   | Nazione       | Oro | Argento | Bronzo | Totale |
| ------ | ------------- | --- | ------- | ------ | ------ |
| 1      | Italia        | 2   | 2       | 4      | 8      |
| 2      | Russia        | 1   | 1       | 3      | 5      |
| 3      | Stati Uniti   | 1   | 1       | 0      | 2      |
| 4      | Corea del Sud | 1   | 0       | 0      | 1      |
| 4      | Cina          | 1   | 0       | 0      | 1      |
| 5      | Germania      | 0   | 2       | 0      | 2      |
| 6      | Ungheria      | 0   | 0       | 1      | 1      |
| 6      | Grecia        | 0   | 0       | 1      | 1      |
| 6      | Rep. Ceca     | 0   | 0       | 1      | 1      |
| 6      | Georgia       | 0   | 0       | 1      | 1      |
| 6      | Azerbaigian   | 0   | 0       | 1      | 1      |
| Totale | Totale        | 6   | 6       | 12     | 24     |